# Шах Исмаил Хатаи (станция метро)
«Шах Исмаил Хатаи» (азерб. Şah İsmayıl Xətai) — конечная станция второй (Зелёной) линии Бакинского метрополитена, расположенная на автономном участке от станции «Джафар Джаббарлы» и до самой станции Шах Исмаил Хатаи, состоящем из этих 2 станций.
Станция названа в честь первого шаха Ирана из тюркской династии Сефивидов и классика азербайджанской поэзии Исмаила Хатаи. До 1990 года носила название «Шаумян» в честь советского революционера Степана Шаумяна.
Станция находится в районе Чёрный город (район нефтеперерабатывающих заводов, в котором от копоти здания имели черный налет), недалеко от тогда ещё ДК им. Шаумяна.

## Характеристика
Станция открыта 22 февраля 1968 года. Расположена в «Чёрном городе». Среди домов выделяется её красивый двухэтажный вестибюль с буквой «М» на фасаде. Вестибюль в отличие от других станций облицован не белым камнем, а травертином, который хорошо поддается шлифовке и полировке, более прочен и имеет красивый цвет — «кофе с молоком».
Фасад вестибюля украшают декоративные национальные решетки «шебеке», также защищающие от солнца. Станционный зал, как и другие станции глубокого заложения, пилонного типа. Пилоны весьма массивны, облицованы бело-розовым мрамором и на уровне человеческого роста опоясаны черными линиями. Карниз зала софитный, со стрельчатым национальным узором. Пол темно-красный. Полированный гранит пола отражает подсвеченный потолок. Это словно углубляет зал, раздвигает его.
В конце 1980-х станция была закрыта на реконструкцию (она проектировалась как первая из запланированных на новой ветке метро). Однако, из-за сильного падения азербайджанской экономики в начале 1990-х годов реконструкция второй ветки была заморожена. В результате действовал лишь однопутный участок, по которому запустили поезд-челнок. Межпилонные проходы к неиспользуемому пути были закрыты решётками.
В декабре 2008 года был открыт для движения второй путь. Таким образом, между станциями «Джафар Джаббарлы» и «Шах Исмаил Хатаи» ходят 2 челнока по двум путям. В перспективе, когда будут готовы тоннели между «Джафар Джаббарлы» и «Низами Гянджеви», а также построены станции Аг Шехер (Y-14), Азернефтяг (Y-15) и Наргиля (Y-16), станция станет промежуточной на зелёной ветке.
В 2014 году началась реконструкция, в ходе которой был осуществлён капитальный ремонт центрального зала платформы. 12 сентября 2019 года станция была сдана в эксплуатацию после полного капитального ремонта и реконструкции.